# 安達忠夫
安達 忠夫（あだち ただお、1944年 - ）は、日本のドイツ文学・北欧文学者。埼玉大学名誉教授。

## 人物
福島県平市（現いわき市）出身。2009年、定年退職まで埼玉大学でドイツ文学の教鞭を取り、かたわらで、「音読式素読」を提唱していた。1984年から週に1、2回、自宅で「寺子屋」を開き、近所の子供達に、論語、いろはカルタ、聖書などの素読を教えていた。2009年から放送大学で数年勤務したのち現在は自宅で執筆活動中。
新聞の投書欄などに大学教授として、たびたび意見を投稿する論客である。また、群馬県旧新治村に在住していたとき、不透明な村政の検証に取り組んでいた人物としても知られている。

## 経歴
- 1970年 - 東京大学文学部独語独文学科 卒業
- 1972年 - 東京大学大学院人文科学研究科 修了
- 1972年 - 東京大学文学部助手
- 1973年 - 埼玉大学教養学部助手
- 1974年 - 埼玉大学教養学部講師
- 1976年 - 埼玉大学教養学部助教授
- 1986年 - 埼玉大学教養学部教授

## 著書
- 『素読のすすめ』（講談社、1986年）
- 『ミヒャエル・エンデ』（講談社、1988年）
- 安達忠夫『子どもの小宇宙 (ミクロコスモス) : 育児と育自の接点をさぐる』創教出版〈モーニングママ選書〉、1998年。ISBN 4915728404。 NCID BA79160106。
- 川島隆太, 安達忠夫『脳と音読』講談社〈講談社現代新書〉、2004年。ISBN 4061497162。国立国会図書館書誌ID:000007358032。

翻訳
- ペーテル・ポール『ヤンネ、ぼくの友だち』（徳間書店、1997年）

## 論文・寄稿
- 安達忠夫「カフカ初期の作品について」『埼玉大学紀要』第12号、さいたま : 埼玉大学教養学部、1976年、123-136頁、CRID 1520290885407465344、ISSN 05813654。
- 安達忠夫「旧約聖書の自然観:自然観研究会における報告」『埼玉大学紀要』第17号、さいたま : 埼玉大学教養学部、1981年、11-20頁、CRID 1520853832218121856、ISSN 05813654。
- 安達忠夫「M.エンデにおける<橋>の形象についての覚書」『ユリイカ』第20巻第6号、東京 : 青土社、1988年6月、157-163頁、CRID 1521136280471078272、ISSN 13425641。
- 安達忠夫「「モモ」<特集>」『キネマ旬報』第990号、東京 : キネマ旬報社、1988年8月、116-119頁、CRID 1522543655762729216、ISSN 13425412。
- 安達忠夫「特別企画・時間に追われる子どもたち(2)子どもたちと『モモ』の時間:ミヒャエル・エンデのファンタジーから」『児童心理』第57巻第10号、東京 : 金子書房、2003年7月、984-989頁、CRID 1521699230631277952、ISSN 0385826X。
- 安達忠夫「こころ再生のモビリティ:「モモビリティ」のすすめ」『自動車技術』第61巻第3号、東京 : 自動車技術会、2007年3月、101-106頁、CRID 1520290884588058880、ISSN 03857298。

## 受章
- 2025年　春の叙勲で瑞宝中綬章受章[3][4]